# La Terrasse-sur-Dorlay
La Terrasse-sur-Dorlay é uma comuna francesa na região administrativa de Auvérnia-Ródano-Alpes, no departamento de Loire. Estende-se por uma área de 8,69 km². Em 2010 a comuna tinha 789 habitantes (densidade: 90,8 hab./km²).